# 115210 Mutvicens
115210 Mutvicens è un asteroide della fascia principale. Scoperto nel 2003, presenta un'orbita caratterizzata da un semiasse maggiore pari a 2,591271 UA e da un'eccentricità di 0,161989, inclinata di 12,255236° rispetto all'eclittica.